# Cannessières
Cannessières – miejscowość i gmina we Francji, w regionie Hauts-de-France, w departamencie Somma.
Według danych na rok 2011 gminę zamieszkiwało 85 osób, a gęstość zaludnienia wynosiła 23 osoby/km² (wśród 2293 gmin Pikardii Cannessières plasuje się na 902. miejscu pod względem liczby ludności, natomiast pod względem powierzchni na miejscu 986.).